# Švédská extradice pobaltských vojáků

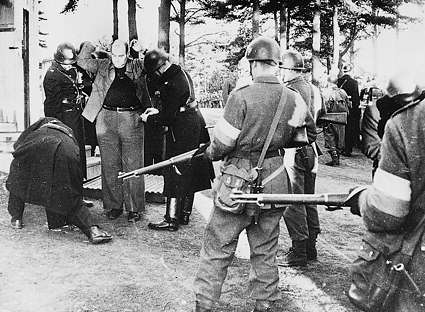
Švédská extradice německých a pobaltských vojáků do Sovětského svazu, 1946

Švédská extradice pobaltských vojáků, nebo jednoduše extradice Baltů (švédsky baltutlämningen), byla kontroverzní politická událost, která se odehrála v lednu 1946, kdy v době druhé světové války neutrální Švédsko vydalo do Sovětského svazu přibližně 150 lotyšských a estonských vojáků, kteří sloužili ve Waffen-SS, a také devět litevských vojáků, kteří během války bojovali proti sovětské invazi do pobaltských států. Mnoho z nich bylo následně sovětskou vládou uvězněno a pět z nich bylo odsouzeno k trestu smrti, přičemž vykonány byly tři rozsudky a dva rozsudky byly změněny na těžké práce.

## Pozadí události a postup extradice
Dne 2. června 1945 Sovětský svaz požádal Švédsko, aby vydalo všechny internované vojáky mocností Osy v souladu s podmínkami německé kapitulace. Vládní rozhodnutí bylo až do jeho zveřejnění 19. listopadu 1945 drženo v tajnosti, avšak jej podporovala většina švédského parlamentu. Švédská komunistická strana chtěla zajít ještě dál a vydat i všechny civilní uprchlíky z Estonska, Lotyšska a Litvy. Švédové jen málo sympatizovali s Němci, ale rozhodnutí o vydání pobaltských vojáků vyvolalo veřejné pobouření. Večer 24. listopadu 1945 téměř všichni obyvatelé města Eksjö opustili své domovy, aby se zúčastnili největší demonstrace v historii města, která se konala na protest proti vydání pobaltských vojáků. Protesty však byly vládou ignorovány. Dva velitelé pluků, kteří proti extradici protestovali, byli okamžitě propuštěni.
Většina z vydaných pobaltských vojáků byli Lotyši (149 ze 167), kteří uprchli z Kuronské kapsy. Když dorazili do Švédska, byli ti, kteří měli oblečenou uniformu, umístěni do detenčních táborů. K jejich vydání do Sovětského svazu došlo 25. ledna 1946 v přístavu Trelleborg. K jejich přepravě byl použit parník Běloostrov. Po návratu do Sovětského svazu byli nakrátko umístěni do tábora v Liepāje.
Švédsko do Sovětského svazu vydalo i přibližně tři tisíce německých vojáků, a to podle zákona o válečných zajatcích. Vydání lidí pocházejících z pobaltských států však bylo kontroverznější, protože je sovětské úřady považovaly za sovětské občany (Sovětský svaz obsadil nezávislé pobaltské státy v roce 1940), a proto je považovaly za zrádce a ve Švédsku internovaní pobaltští vojáci se obávali trestu smrti. V zoufalé snaze vyhnout se svému vydání se někteří z nich zmrzačili nebo drželi protestní hladovku. Sedm z nich spáchalo sebevraždu. Přesto švédská vláda v čele s Perem Albinem Hanssonem vyhověla sovětským požadavkům na jejich vydání.
Z vězňů byli k trestu smrti odsouzeni podplukovník Kārlis Gailītis a kapitán Ernsts Ķeselis, ale jejich tresty byly změněny na 17 let těžkých prací v gulagu. Tři další muži s nižší hodností byli také odsouzeni k trestu smrti a v roce 1946 popraveni.

## Následné události
V roce 1970 na toto téma natočil film Johan Bergenstråhle. Tento film, Baltutlämningen, byl natočen na základě knižní předlohy Legionärerna: En roman om baltutlämningen, jejímž autorem je Per Olov Enquist. Ten za knihu získal Literární cenu Severské rady a sám se i podílel na scénáři k filmu.
Dne 20. června 1994 přijalo pozvání k návštěvě Švédka 40 ze 44 přeživších vydaných pobaltských vojáků (35 Lotyšů, 4 Estonci a 1 Litevec). Ve Stockholmském paláci je přijal švédský král Karel XVI. Gustav. Švédská ministryně zahraničních věcí Margaretha af Ugglas uvedla, že švédská vláda souhlasí s kritikou rozhodnutí a lituje nespravedlnosti, ke které tím došlo, ale za událost se neomluvila. Dne 15. srpna 2011 se švédský premiér Fredrik Reinfeldt oficiálně omluvil premiérům Estonska, Lotyšska a Litvy na ceremonii ve Stockholmu a řekl, že "Švédsko dluží svým pobaltským sousedům 'dluh cti' za to, že zavíralo oči před postválečnou sovětskou okupací" a mluvil také o "temném okamžiku" v historii své země.
V Trelleborgu byl postaven památník v podobě "uvízlé uprchlické lodi", jehož autorem je Christer Bording.